# 伊泽勒莱塞凯尔尚
伊泽勒莱塞凯尔尚（法語：Izel-lès-Équerchin，法語發音：[izɛl lɛz‿ekɛʁʃɛ̃]，意为“埃凯尔尚附近的伊泽勒”）是法国上法蘭西大區加来海峡省的一个市镇，属于阿拉斯区。

## 地理
伊泽勒莱塞凯尔尚（50°21'42"N, 2°57'0"E）面积9.91 平方千米，位于法国上法蘭西大區加来海峡省，该省份为法国北部沿海省份，西北濒北海，南至索姆省，东临北部省。
与伊泽勒莱塞凯尔尚接壤的市镇（或旧市镇、城区）包括：德罗库尔、弗雷讷莱蒙托邦、布瓦贝尔纳、埃南-博蒙、讷维勒伊、基耶里拉莫特、阿图瓦地区维特里。
伊泽勒莱塞凯尔尚的时区为UTC+01:00、UTC+02:00（夏令时）。

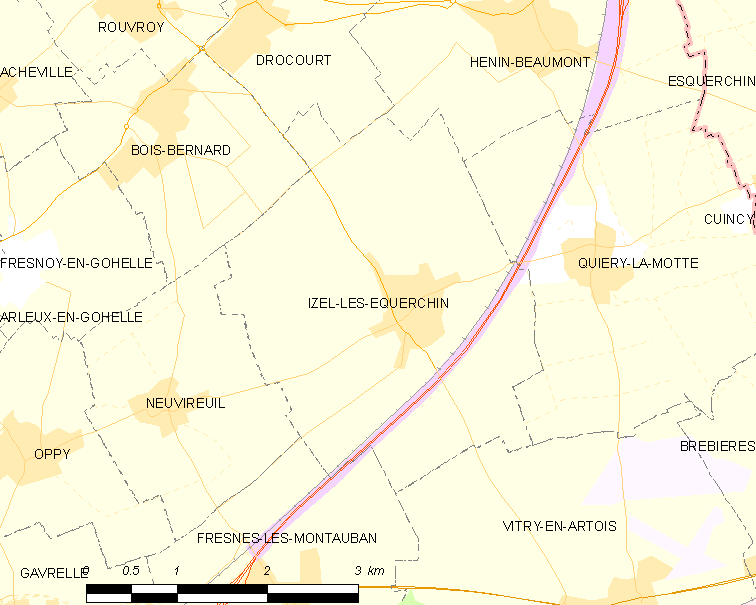
伊泽勒莱塞凯尔尚的OSM定位图

## 行政
伊泽勒莱塞凯尔尚的邮政编码为62490，INSEE市镇编码为62476。

## 政治
伊泽勒莱塞凯尔尚所属的省级选区为布勒比耶尔县。

## 人口

1962-2008年间伊泽勒莱塞凯尔尚人口变化图示

伊泽勒莱塞凯尔尚于2022年1月1日时的人口数量为1049人。